# Avocette d'Australie
Recurvirostra novaehollandiae
Espèce
Statut de conservation UICN

 LC  : Préoccupation mineure
L'Avocette d'Australie (Recurvirostra novaehollandiae) est une espèce d'oiseaux limicoles appartenant à la famille des Recurvirostridae.

## Description
Chez les adultes, la tête et le cou sont châtain-rouge foncé et nettement démarqué du plumage blanc du reste du corps. Les yeux sont entourés par un anneau orbital blanc. On peut distinguer deux larges rayures parallèles noires sur les côtés du dos. Les couvertures alaires et les sept primaires externes affichent une teinte noirâtre. Le bec noir est fortement incurvé vers le haut. Les pattes sont gris-bleu pâle.
Chez la femelle, le bec est plus fortement courbé vers le haut. Toutefois, le dimorphisme sexuel est nettement moins prononcé que chez l'avocette élégante et l'avocette d'Amérique qui sont de proches parentes. 
Les juvéniles sont assez semblables à leurs parents, bien que la tête et le cou soient d'une nuance plus brun pâle. La base du bec est encerclée par un large anneau clair qui est bien visible.

## Habitat
Les avocettes d'Australie nichent de préférence dans les lacs salés situés à l'intérieur des côtes. Elles occupent généralement toutes sortes d'habitats d'une salinité diverse, les étendues d'eau douce, les barrages, les lagunes, les marécages.

## Régime alimentaire
Les avocettes d'Australie consomment des invertébrés aquatiques, des annélidés, des vers de terre, des mollusques, des crustacés et des insectes.
Elles se nourrissent également dans les vasières.